# Mosås
Mosås est une localité de Suède dans la commune d'Örebro située dans le comté d'Örebro.
Sa population était de 899 habitants en 2005.